# 伊恩·畢特利
伊恩·約翰·畢特利（Ian John Petrie，1932年10月1日－2006年2月28日），生於蘇格蘭格拉斯哥，蘇格蘭人，暱稱「阿儍」，為香港流浪足球會創辦人，前香港足球總會副主席，對香港職業足球的發展影響深遠，曾發掘多位出色的本地球員，如郭家明及黎新祥等，於2006年2月28日病逝於蘇格蘭，享年74歲。

## 生平
畢特利生於蘇格蘭格拉斯哥，曾任球證及在英文報章撰稿，畢業後跟隨哥哥一同南下倫敦找工作，他於1958年2月在泰晤士晚報（Evening Times）看到太古洋行的招聘廣告，寫信應徵，獲邀往蘇格蘭格里諾克面試，文筆了得的畢特利最後獲得聘用，但並非在英國工作，而是被派到遠在香港的太古船塢擔任文職工作。1958年，畢特利到香港發展，於同年5月與一些外籍同事，集合了一班年青人，組成業餘足球隊，隊員包括學生及太古船塢的年青員工，不過球隊名字煞費心思，最後畢特利邀請朋友（Jackson）擲毫，在流浪 （Rangers）及 些路迪（Celtic）兩隊蘇格蘭傳統勁旅之間選了前者，中文名則為「克難足球隊」，即「刻苦耐勞，克服困難」之意，後來與畢特利相熟的記者朋友賴端甫認為「克難」名字太不順耳，遂建議改名「流浪」，1960年夏天，流浪派隊參加香港足球總會主辦的青年盃足球聯賽，其後加入丙組聯賽，1965年首次升上甲組聯賽角逐。由於班費有限，初升甲組的流浪除了羅致雷煥旋、劉儀、梁桂康幾名具經驗球員外，還起用鍾楚維、鄭國根、黃文光等年青新秀，於升班首季便已成功奪得高級組銀牌錦標。
1969年，流浪獲得趙不弱、陳瑤琴入閣支持，畢特利引入首批蘇格蘭外援「大水牛」華德、「耶穌」居理與「長頸鹿」積奇，成為香港足球史上（甚至是亞洲足球史上）首批歐洲職業外援，配合郭家明、黎新祥、朱國權、鄧鴻昌、宗啟明等華人年青球員，奪得1970年度甲組聯賽及高級組銀牌「雙料冠軍」。1977-78年度球季，流浪在甲組聯賽名列尾二，護級失敗宣布降班，畢特利失望地返回蘇格蘭家鄉經營古董生意。1980年，畢特利變賣家鄉所有資產重返香港，成功帶領流浪重返甲組。由於畢特利的經濟狀況已不足以應付甲組班費，遂忍痛將流浪賣盤給商人楊受成，雖然重金招兵買馬卻未能獲得佳績，遂將流浪擁有權交還畢特利，流浪亦於1986年再次降班。1993年，流浪再次重返甲組，畢特利自覺年事已高，無力打理球會事務，遂決定將流浪轉讓予李輝立。然而，畢特利中年後開始染上酗酒惡習令他一直沉淪，健康更有惡化象，2005年10月畢特利回港參加流浪會慶時，更要輪椅協助行動。2006年2月28日，畢特利病逝於蘇格蘭，享年74歲。